# Павлушков, Николай Иванович
Никола́й Ива́нович Павлушко́в (22 октября 1924, дер. Бакрылово, Вологодская губерния — 18 февраля 2002, Вологда) — командир расчёта 2-й миномётной роты 84-го гвардейского стрелкового полка 33-й гвардейской стрелковой дивизии, гвардии младший сержант — на момент представления к награждению орденом Славы 1-й степени.

## Биография
Родился 22 октября 1924 года в деревне Бакрылово (ныне — Усть-Кубинского района Вологодской области). Член ВКП(б) с 1945 года. Окончил 7 классов. Трудился в колхозе.
В Красной Армии с августа 1942 года. В действующей армии с марта 1943 года. Воевал на Южном, 4-м Украинском, 1-м Прибалтийском и 3-м Белорусском фронтах. Участвовал в боях на реке Миус, Донбасской и Мелитопольской операциях, ликвидации плацдарма противника на левом берегу Днепра в районе Херсона, освобождении Крыма, Прибалтики, боях в Восточной Пруссии.
Командир отделения 84-го гвардейского стрелкового полка гвардии младший сержант Павлушков, командуя подчинёнными, 8 мая 1944 года в бою за высоту, прикрывавшую выход к Северной бухте, в 8 километрах северо-восточнее города Севастополь первым ворвался в траншею противника, из личного оружия в упор сразил несколько пехотинцев. В бою был ранен, но остался в строю. Приказом командира 33-й гвардейской стрелковой дивизии от 30 мая 1944 года за мужество, проявленное в боях с врагом, гвардии младший сержант Павлушков награждён орденом Славы 3-й степени.
После боёв в Крыму дивизия была переброшена в Прибалтику. Командир миномётного расчёта того же полка, дивизии и армии Павлушков 18 августа 1944 года при отражении четырёх контратак противника в районе населённого пункта Горды из миномёта вывел из строя два пулемёта, подбил два бронетранспортёра, истребил много противников. Приказом по 2-й гвардейской армии от 30 октября 1944 года гвардии младший сержант Павлушков награждён орденом Славы 2-й степени.
В составе того же полка и дивизии гвардии младший сержант Павлушков во время боёв в Восточной Пруссии проявил мужество и отвагу. За период боёв с 6 по 9 апреля 1945 года в районе населённых пунктов Вилки, Гросс-Хольштайн и город Кёнигсберг (форт 7) из миномёта подавил восемь вражеских пулемётов, два миномёта, уничтожил 32 солдата и офицера противника. Указом Президиума Верховного Совета СССР от 19 апреля 1945 года за мужество, отвагу и героизм гвардии младший сержант Павлушков Николай Иванович награждён орденом Славы 1-й степени.
В 1947 году демобилизован. Вернулся на родину. Работал в колхозе. С 1970 года жил в Вологде. Работал плотником в строительном управлении «Вологодгражданстрой». Скончался 18 февраля 2002 года.
Награждён орденами Славы 1-й, 2-й и 3-й степени, Отечественной войны 1-й степени, медалями.
Его имя увековечено в городе Вологде на обелиске героев войны в Сквере Памяти.